# Nguyễn Hoàng
Pour les articles homonymes, voir Hoang.
Nguyễn Hoàng, né en 1525 et mort en 1613, connu également sous le nom du seigneur Tien, dignitaire vietnamien et membre de la famille des Nguyễn.

## Jeunesse
Il est le fils cadet de Nguyễn Kim. D’après le registre généalogique de la dynastie des Nguyễn, il vient au monde le dixième jour du sixième mois de l’année du Coq (1525). Les Annales du Viêt Nam (Dai Nam Thuc Luc) mentionnent des « épaules de licorne, dos de tigre, yeux de phénix, front de dragon » autant d’attributs qui manifestement impressionnent ses contemporains et leur donnent le sentiment qu’ils étaient en présence d’un homme extraordinaire. Les Annales le dépeignent comme un enfant énergique, intelligent, sérieux dans son travail et, qualité suprême, ne laissant jamais voir la réalité de ses sentiments. 
Lors du coup d’État des Mạc et du départ de son père pour le Laos, Nguyễn Hoàng est confié à son oncle et demeura à Thanh Ba pour y parfaire son éducation. Une fois ses études achevées, Hoàng choisit la carrière militaire et rejoint son père au Laos. Il s’y comporte avec bravoure et astuce, laissant l’image d’un homme de talent et de grande volonté. 
À la mort de son père en 1545, le pouvoir de la résistance des Lê tombe dans les mains de son beau-frère Trịnh Kiểm. Archétype du mandarin, Trịnh Kiểm préfère les arcanes des palais, les complots et les détours de la vie de cour aux opérations militaires. Il consacre son énergie à renforcer sa position auprès du roi Lê Trang Tong plutôt qu’à restaurer les Lê dans leur pouvoir. De fait, il voit dans les fils du prestigieux Nguyễn Kim de sérieux concurrents et cherche à s’en débarrasser. Il fait assassiner Nguyễn Uông, le fils aîné de Nguyễn Kim alors commandant militaire de l’infanterie des Lê.
Trịnh Kiểm se sent alors libre de pousser son avantage auprès du roi. En politique avisé, il fait placer ses hommes aux postes civils et militaires les plus prestigieux et devient bientôt le premier personnage du royaume. L’ascension si rapide de Trịnh Kiểm, les manigances, et surtout l’assassinat de Nguyễn Uông inquiètent naturellement les Nguyễn, Nguyễn Hoàng désormais seul descendant mâle pour parachever l’œuvre de son père et surtout Nguyễn Thị Ngọc Bảo, fille de Nguyễn Kim et épouse de Trịnh Kiểm. Dans la personne de Nguyễn Thị Ngọc Bảo s’oppose alors la piété filiale au devoir d’obéissance matrimoniale. Son mari, après avoir fait assassiner son frère aîné, menace désormais son frère cadet. Elle intervient auprès de son mari pour obtenir sa clémence et surtout met en garde Nguyễn Hoàng. 
Averti par sa sœur des détails de l’intrigue qui se tramait contre lui, Nguyễn Hoàng, encore jeune, va consulter Nguyễn Ư Kỷ, son oncle. En homme avisé, et jugeant bien le rapport de force entre le tout puissant Trinh Kim et le jeune Hoàng, Nguyễn Ư Kỷ préconise à son neveu de quitter le royaume des Lê pour échapper à la dangereuse influence de Trinh Kim. Il lui recommande de demander l’administration de la région la plus isolée, la plus pauvre, la plus dangereuse qui soit aux marches de l’empire des Lê afin d’y préparer son retour. Trinh Kim rendu moins suspicieux par l’accroissement de son pouvoir et moins malin par la rapidité de ses succès accepte la demande de Nguyễn Hoàng. Il consent à demander au roi de confier à Hoàng la conquête et l’administration de la région de Thuan Hoa, alors occupée par les Mạc. Comptant sur l’isolement de cette région, et plus encore sur l’armée des Mac, il se réjouit de cette combinaison par laquelle il pense faire tuer son dernier concurrent de la main de leurs ennemis communs et ainsi se soustraire aux commentaires. 

## Premier séjour à Thuan Hoa

Carte du Viêt Nam montrant la conquête vers le Sud. Nguyễn Hoàng conquit les régions en jaune.

Effectivement, l’entreprise de Nguyễn Hoàng est pour le moins risquée. Il part, équipé de sa seule hérédité, avec une troupe réduite à ses derniers fidèles, pour administrer une région isolée et qui plus est occupée par les Mạc. Apprenant son départ, sa sœur pleure son frère qu’elle voit déjà mort. Nguyễn Hoàng lui-même n'est sans doute pas exempt de doute et de tourment. Il consulte Nguyên Binh Khiem un proche, connu sous le nom de docteur Trinh pour son art de déceler les secrets du passé et de l’avenir. Ne lui cachant rien de sa situation, des vraies motivations de son projet et des risques qu’il encourt, Nguyễn Hoàng, émeut le docteur Trinh. Celui-ci lui remet, selon la forme habituelle de la divination annamite, un parchemin sur lequel étaient rédigés quelques caractères : Môt day nui Hoành Son co thê dung thân muôn doi (« La chaîne de montagnes Hoành Son pourrait protéger pendant mille ans »). L’oracle du docteur Trinh emplit de joie le cœur de Nguyễn Hoàng et affermit sa résolution. 
Trois ans se sont écoulés depuis la mort de son père lorsque Nguyễn Hoàng quitte les terres de Lê accompagné de ses enfants et de leurs confidents. Le voyage vers le Sud est particulièrement difficile. Pressé par la peur que Trinh Kim ne se décide finalement à le faire assassiner, fatigué par une marche épuisante, la troupe de Nguyên Hoàng avance péniblement. Après quelques semaines il arriva à Ai Tu, actuelle province du Quang Tri (district de Trieu Phong). À son arrivée, les habitants, sans doute émus par le pauvre état de sa compagnie, offrent à Nguyễn Hoàng sept jarres d’eau limpide pour le désaltérer. Son oncle, le duc Nguyễn Ư Kỷ voit un heureux présage dans le geste des villageois et lui dit « C’est un bon augure. Tu viens d’arriver et on t’offre de l’eau, sûrement tu vas conquérir la nation ». En effet, en vietnamien, « eau » et « nation » sont issus d’une même racine, nuoc. Le jeu de mots de l’oncle plaît assurément à Nguyễn Hoàng qui s’installa à Ai Tu. 
Commence alors l’œuvre politique de Nguyễn Hoàng. Il entreprend une œuvre de rénovation politique, de développement économique, marquée notamment par des exemptions d’impôts. Sur le plan administratif, il édicte des règlements sérieux, sélectionne et recrute des hommes de talent pour occuper les postes civils. Cette campagne de développement lui apporte l’estime et bientôt le soutien des habitants de la région. Bientôt Ai Tu devient un centre administratif et militaire important et se développe comme une véritable agglomération. L’œuvre de développement dure 13 ans.

## Contre les Mac
En 1570, le roi Lê Trang Tong, reconnaissant à Nguyễn Hoàng d’avoir pacifié et développé la région, le nomme Grand Maréchal responsable des provinces Thuan et Quang. Renforcé par cette marque d’estime du roi, Nguyễn Hoàng, désormais appelé le seigneur Tien, commence à consolider ses forces sur le plan militaire. Il transfère sa résidence au village de Tra Bat, non loin de Ai Tu en construisant des bâtiments plus solides et plus forts que les précédents. Il fait installer des postes de garde aux points stratégiques, développe le réseau de communication dans la province. Il réorganise l’armée en recrutant de nouveaux soldats et en leur fournissant une formation sérieuse. Pour accroître ses ressources, il lance une campagne de défrichement des terres et à la réhabilitation des terres abandonnées. Reprenant une formule plusieurs fois couronnée de succès dans la longue histoire du Viêt Nam, il subventionne les paysans qui s’installent dans ces nouveaux hameaux et les exempte d’impôts. Ses réformes économiques fonctionnent. De nombreux hameaux sont créés, la surface agricole augmente tout comme les récoltes accroissant la richesse et le prestige Nguyễn Hoàng. 
L’isolement géographique de Nguyễn Hoàng, son retrait stratégique des affaires politiques de l’administration des Lê, l’ont pour un temps soustrait au conflit des Mạc et des Lê. Mais son succès dans le développement du Thuan Hoa, ne laisse pas indifférent les ennemis de Nguyễn Hoàng. Ce sont les Mạc les premiers qui interviennent et n’entendent pas laisser à leurs ennemis Lê, dont Nguyễn Hoàng reste un cadre de premier plan, un avantage décisif dans le développement de leur puissance. En 1572, année du Singe, le roi Mạc envoya soixante vaisseaux de guerre bien équipés sous la direction du général Lập Bạo, attaquer le Thuan Hoa. 
Ayant l’avantage de la surprise, Lập Bạo connaît rapidement plusieurs succès. Il entre dans l’estuaire Viêt, passe par la rivière Vinh Linh et occên (?) Hoang restée en retrait. Les troupes de ce dernier, moins nombreuses que celles de Lập Bạo, ont du mal à contenir l’assaut des Mac mais ne cèdent pas de terrain. L’offensive des Mạc semble s’essouffler mais la bataille continue sans qu’aucun des camps n’obtienne un avantage sur l’autre. D’une guerre d’invasion rapide, la campagne de Lập Bạo se transforme en guerre de position. Chaque camp se retranche derrière un réseau de fortifications et les attaques de grande envergure laissent place à une guerre d’escarmouche où chacun compte sur l’affaiblissement de l’autre. 
Ici, les documents historiques laissent place à la légende. Nguyễn Hoàng, logiquement préoccupé par sa situation, inquiet de voir son projet de retour, détruit par une défaite, fait un songe. Lors d’une inspection de ses troupes sur la rivière Vinh Long, il entend des cris venus du ciel et un mugissement sortit des flots. Il s’agenouille et invoqua le génie des eaux pour qu’il l’aide à réaliser son œuvre. Il vit alors une déesse au visage beau comme une fleur, aux yeux brillants comme des étoiles. « Je suis le génie de la rivière dit-elle. Touchée par votre sincérité je viens à votre aide. Si vous voulez vaincre Lập Bạo, vous n’avez qu’à utiliser la manœuvre de la beauté féminine ».
Nguyễn Hoàng n’en apprend pas davantage et se réveille, ne comprenant pas les propos du génie. Demandant l’avis de ses conseillers, l’un d’eux confirma le penchant de Lập Bạo pour les belles femmes, d’après le témoignage de ses espions. Nguyên Hoàng et ses conseillers délibèrent sur le moyen de trouver une femme suffisamment belle pour piéger le général des Mạc, au milieu d’une caserne dans une zone de combat. Une servante entre alors pour offrir le repas. Elle est immédiatement reconnue d’une beauté inégalable et choisie comme celle qui devrait opérer contre Lap Bao. Celui-ci, confiant dans ses forces et prévoyant une victoire, délaisse alors ses devoirs de général pour les plaisirs lascifs des réjouissances. Il ne se méfie pas lorsque Nguyễn Hoàng proposant une réconciliation, envoya une troupe de serviteurs débordant de présents. C'est bien sûr la belle servante qui est chargée d’apporter à Lập Bạo les offrandes de Nguyễn Hoàng. La belle joue si bien son rôle, que Lập Bạo tombe pris sous son charme. Lorsque la délégation de Nguyễn Hoàng quitta le camp des Mạc, Lập Bạo veut prolonger sa conversation avec la belle, espérant sans doute la garder près de lui. Pour plus d’intimité, il chasse son escorte et s’éloigne, sans s’en rendre compte, de sa forteresse. À une distance suffisante, les soldats de Nguyễn Hoàng tentent de s'emparer du général des Mạc. Pour s’échapper, il plonge dans la rivière, d’où son corps sans vie ressort quelques minutes plus tard. La mort de Lập Bạo plonge ses troupes dans la confusion et ses partisans cherchent alors à se rendre ou à déserter. 
Cette première victoire de Nguyễn Hoàng renforce son prestige à la cour des Lê. Il est nommé par Lê Thế Tông, successeur de Lê Trang Tong, deuxième dignitaire de la cour (Tai Pho). En reconnaissance pour la déesse de la rivière Vinh Long, il fit construire un pagodon le long de la rivière, qui porte le nom de pagodon de la Dame.
En chef avisé et prudent, Nguyễn Hoàng sait que son prestige lui attirera d’autres conflits. Il fait agrandir sa résidence de Tra Bat, accroître ses fortifications et l’entoure de remparts épais. Durant dix années supplémentaires, la région continue son développement, l’insécurité recule, le commerce et l’agriculture se développent au point que les missionnaires occidentaux décrivent une grande agglomération. Des années après son départ de la capitale des Lê, Nguyễn Hoàng, auréolé de son succès dans le Thuan Hoa, retourna à Thăng Long, capitale historique des Lê repris depuis peu aux Mac en déroute.
Dans le Nord, les choses ont peu changé sur le fond. L’influence et le territoire des Mạc sont pratiquement réduits à néant. L’armée des Lê a réussi à occuper de nouveau sa capitale historique. Si Trinh Kiem est mort, son fils Trinh Tung continue à régner sur le palais royal avec la même avidité que son père. Il concentre entre ses mains l’essentiel du pouvoir civil et militaire. À sa mort en 1599, le roi Lê Thế Tông, s’il a retrouvé la capitale de son père, n’a pratiquement plus aucun pouvoir. Son fils Lê Kinh Tong, conscient du déséquilibre des pouvoirs dans son gouvernement, nomme Nguyễn Hoàng premier dignitaire de la cour (Huu Thua Tuong). Nguyễn Hoàng ne doit pas se sentir très à l’aise dans cette atmosphère de palais, sous l’entier contrôle des sbires et des espions de Trinh Tung. Il vit dans l’anxiété d’un complot contre sa personne et cherche à retourner dans le Thuan Hoa. Mais Trinh Tung, ayant compris l’erreur de son père, refuse de « lâcher le tigre dans la forêt » pour mieux le surveiller.

## Retour à Thuan Hoa
Mais le destin de Nguyễn Hoàng n’est pas de finir ses jours prisonniers d’un palais doré. Un an après son retour et celui des Lê à Thang Long, des révoltes éclatent dans le Sud. Il obtient de Trinh Tung l’autorisation de quitter la capitale pour pacifier le Sud. En gage de bonne foi, il laissa, ou doit laisser, son fils Nguyễn Hai et son petit-fils Nguyên Hac comme otages. Échaudé par sa semi-captivité, Nguyễn Hoàng prend la résolution de partir définitivement. Il rassemble tous ses partisans à destination du Thuan Hoa et entame sa marche vers le Sud.
À l'instar de son premier départ et malgré l’amélioration considérable de sa position, le retour à Thuan Hoa est aussi difficile que son premier voyage. Dès son arrivée, il entreprend la pacification de la région qui se déroule rapidement. De retour à la tête de la province, Nguyễn Hoàng poursuit son œuvre de développement. Il fait dresser des cartes, développer la défense des points stratégiques et poursuivi sa politique de défrichement des terres incultes. Son projet de se détacher du Nord pour créer un royaume indépendant mûrit très rapidement durant cette période. 
Arpentant la région inlassablement pour surveiller les avancées de sa politique, et cherchant un lieu propice pour s’établir définitivement, Nguyễn Hoàng parvint un jour au village de An Khe (actuellement Hué, province actuelle de Thua Thien). Il est saisi par la beauté du lieu. Une colline s’étendait au loin, qui ressemblait à la tête d’un dragon tourné vers l’arrière et une rivière aux eaux claires coulait devant un lac étendu. Renseigné par les habitants, le seigneur apprend qu’une vieille femme aux cheveux blancs, vêtue d’un habit rouge et d’un pantalon bleu, occupe cette région et annonce la venue d’un seigneur. Le paysage était baigné d’un étrange parfum de fleur, sans que personne comprenne pourquoi.
Nguyễn Hoàng fut impressionné par ces signes et fait construire une pagode magnifique qu’il appelle la pagode Thiên Mu (Dame Céleste) en 1601. Il règne pendant encore douze ans et conquiert la province de Phu Yen au Sud. Sentant sa mort prochaine, à l’âge très avancé de 88 ans, Nguyễn Hoàng convoqua son sixième fils, Nguyễn Phuc alors en fonction à l’administration du Quang Nam. Il lui dit :
« Tout enfant devrait être pieux, tout sujet devrait être loyal, les frères devraient s’aimer, si tu te rappelles tout cela, je peux fermer les yeux sans rien regretter. Thuan Quang est une terre sacrée, aux hommes talentueux, limitée au nord par la montagne Hoanh et la rivière Linh au sud par les montagnes Hai Van et Thach Bi, très stable. Une mer immense s’étend vers l’est. Les montagnes abondent en animaux sauvages précieux, la mer en poissons et crustacés c’est vraiment une terre propice aux hommes de bonne volonté. Si tu veux entreprendre une grande œuvre qui ferait honneur aux ancêtres, tu dois éduquer et aimer le peuple, soigner et former les sujets, de cette façon tu pourras faire face aux Trinh pour édifier une œuvre durable. Si tes forces ne sont pas assez puissantes, il faut te résigner en attendant l’occasion favorable. Rappelle-toi bien mes conseils ».
Nguyễn Hoàng meurt le troisième jour du sixième mois de l’année du Buffle (1613) après une longue maladie. Connu sous le nom du seigneur Tien, il est considéré comme le père de la dynastie des Nguyễn et du Sud Viêt Nam.